# Arranca
Arranca is een nummer van de Amerikaanse zangeres Becky G uit 2023, in samenwerking met de Dominicaanse zanger Omega.
In "Arranca" bezingt de liedverteller dat ze verder wil met haar leven na een giftige relatie. Ze wil dat haar ex-vriend zijn biezen pakt en haar met rust laat. Het nummer flopte in Amerika, maar werd in een aantal West-Europese en Latijns-Amerikaanse landen wel een (zomer)hit. Zo bereikte het in de Nederlandse Top 40 de 9e positie, en kwam het in de Vlaamse Ultratop 50 een plekje hoger.

## Tracklijst
Muziekdownload
1. "Arranca" - 2:46